# Van-macska
A Van-macska (törökül Van kedisi, örményül Վանա կատու Vana katou, nyugati örmény nyelven Vana gadou, kurd nyelven Pisîka Wanê) a házi macska egyik fajtája, amely a törökországi Van tartományban jelent meg. A viszonylag nagy testű macska szőre krétafehér, fején és hátsó felén néha vöröses foltokkal, szeme kék, borostyánszínű vagy felemás (heterokrómia). Hívják „úszó macskának” is, mert megfigyelték már, ahogy úszik a Van-tóban.
Gyakran feltételezik, hogy a természetben előforduló Van-macska volt az egyik fajta, amelyből a sztenderdizált török Van-macskafajtát kitenyésztették; utóbbit szelektív tenyésztéssel hozták létre, hogy minden egyedénél előforduljon a jellegzetes vöröses mintázat a fejen és a farkon. A fajta egyik kitenyésztőjének feljegyzései szerint azonban a tenyésztéshez használt négy macska Törökország más tájairól származott, nem a Van-tó környékéről. A Turkish Vankedisi megjelölést egyes szervezetek megtévesztően használják a hivatalos török Van-macska teljesen fehér egyedeire is.

## Története
A Van-macska a feljegyzések szerint már évszázadok óta megtalálható Van városának közelében és a Van-tó vidékén, de pontosan nem tudni, mióta. A genetikai kutatások szerint a házi macska őse, az afrikai vadmacska (Felis silvestris lybica) fajt körülbelül tízezer éve háziasították a Közel-Keleten, a kártevők irtása érdekében, amikor az itt élő törzsek áttértek a vadászó-gyűjtögető életmódról a növénytermesztésre és letelepedtek. A házi macskák fehér színe már a háziasítás legkorábbi szakaszában megjelent, ami egyik bizonyítéka a korai szelektív tenyésztésnek. Ez azonban nem jelenti, hogy a fehér macskák mindig is jelen lettek volna Van vidékén.
A faj neve törökül Van kedi (többes szám: kediler, birtokos szerkezet: kedisi), örményül Vana katou vagy Vana gadou (Վանա կատու), kurd nyelven pedig pisîka Wanê. Mindnek a jelentése „Van macskája” vagy „vani macska”.

## Jellegzetességei

Felemás szemszínű cica

Vékony testű, hosszú lábú faj. Mindegyik egyede fehér vagy túlnyomórészt fehér, a fülön és a farkon borostyánszínű foltokkal. A BBC 1991-ben készült, Macskák című dokumentumfilmje alapján a Van környékén élők csak a színtiszta fehéret hívják Van-macskának.
Legjellegzetesebb ismertetőjegyük mandulavágású szemük, amely gyakran különböző színű. A legértékesebb egyedeknek általában egy borostyánsárga és egy kék szemük van.

### Viselkedése
A Van-macska ismert arról, hogy úszik a Van-tóban. Innen ered az az elterjedt, de valószínűleg téves vagy eltúlzott hiedelem, hogy a tenyésztett török Van-macska jobban szereti a vizet, mint az átlag macska. A tenyésztő Lushington ezt írta: „Amellett, hogy nagyon képesek szeretni és éles az eszük, az is különlegessé teszi őket, hogy szeretik a vizet, ami általában nem jellemző a macskákra. Nemcsak tapicskolnak a vízben és játszanak vele, de előfordul, hogy be is mennek a tóba vagy akár lóitatóba, hogy ússzanak – gyorsan el is terjedt róluk, hogy 'úszó macskák'.” Nem világos, hogy Lushington a Van-tó környékén élő macskákról vagy a tenyésztett fajtáról ír. Tabor BBC-dokumentumfilmje is kijelenti, hogy „a Van-macska azért híres, mert 'úszó macskaként' is ismert (…) itt, a Van-tónál (…) ezek a macskák bemennek a vízbe, és úsznak.”

## Jelenlegi helyzete
A Van-macska a természetben előforduló fajta, nem tenyésztett. Bár számuk nagy mértékben csökkent (egy 1992-es felmérés már csak 92 fajtatiszta Van-macskát talált természetes élőhelyükön), még mindig megtalálhatóak a kelet-törökországi Van-tó vidékén. A Yüzüncü Yıl Egyetemen 1993-ban kutatóközpontot alapítottak a teljesen fehér fajta kitenyésztésére, itt 2006-ban körülbelül 100 kiscica és fiatal felnőtt példány élt, akik a nagyközönség számára is megtekinthetőek.

## A helyi kultúrában
A Van-macska a vidéket a különböző történelmi korokban lakó kurdok, örmények és törökök számára is kulturális jelentőséggel bír.

### Oszmán és modern törökök
Laura Lushington macskatenyésztő (a „török Van-macska” fajta kitenyésztője a Törökország különböző részeiről származó macskákból) ezt írta a helyi Van-macskákról: „a törökök szeretik és nagy becsben tartják őket különleges egyéniségük és egyedi színezetük miatt”.
A török folklór szerint a Van-macska jelen volt Noé bárkáján, és mikor az özönvíz vize visszahúzódott, Isten megáldotta a macskát, amelynek fején ekkor lett a vöröses folt. A bárkát elhagyó macska ezután Van városába indult az Araráton át. Számos Van-macska azonban teljesen fehér.
A 19. század végén állítólag II. Abdul-Hamid szultánnak volt egy Van-macskája. A fajta még mindig státusszimbólumnak minősül: egy török miniszterelnök is kapott egyet ajándékba, egy görög nagykövet pedig feliratkozott a várólistára egyért. A tenyésztőprogramból származó kiscicákat 2011-ben 282 amerikai dollárért lehetett megvásárolni. A török Élelmiszerügyi Mezőgazdasági és Állattenyésztési Minisztérium jelenleg nem szabályozza a Van-macska vagy bármilyen más macskafajta exportját Törökországból. Az 1991-es BBC-dokumentumfilm szerint a teljesen fehér macskákat Van környékén nagy becsben tartják, és a látogatók is igen kedvelik – bár a legtöbb példány kóbor macskaként él az utcákon, voltak turisták, akik a helybéliektől loptak macskát, köztük a műsorhoz meginterjúvolt boltostól is.
Az 1990-es évek vége felé a macska Van városának nemhivatalos jelképévé vált, és a városba vezető út mellett egy Van-macska és kiscicája óriási szobra áll. A macska szerepel egy helyben megjelenő képregényben, valamint busztársaságok, bevásárlóközpontok és sok más helyi vállalkozás logójában.
A 2010-es FIBA kosárlabda-világbajnokságnak, melynek házigazdája Törökország volt, egy Bascat nevű antropomorf Van-macska volt a kabalája. A fehér szőrű, felemás (kék és zöld) szemű macska fejét úgy alakították, hogy a török zászló félholdjára hasonlítson. (Neve az angol basketball, 'kosárlabda' és cat, 'macska' szóból ered.)

### Örmények
Az örmények gyakran örmény eredetűnek tartják a macskát, mivel a Van-tó környékét az ókortól az örmény népirtásig (1915) örmények lakták. Egyes szerzők a macskát az örmény néppel hozzák összefüggésbe, akik a történelem folyamán a Van-tó környékén éltek, és nagy tiszteletben tartották ezt a macskát. 1915 előtt a Van-tó környékén nagy számú örmény népesség élt, és ezt a környéket tartják az örmény őshazának; a tó már az ősi örmény kultúrában is fontos volt. Van örmény népességéről feljegyezték, hogy szerették ezt a macskát.
Arshile Gorky posztimpresszionalista és szürrealista művész, aki később kivándorolt az Egyesült Államokba, már az 1910-es évek elején készített Van-macska-szobrokat. Vrtanes Papazian örmény író írt egy rövid novellát, amelyben a macskát az örmények felszabadításáért küzdő mozgalom használta jelképeként. Több örmény író, köztük Raffi, Axel Bakunts és Paruyr Sevak is említett Van-macskákat műveiben.

### Kurdok
A Van-régióban jelentős kurd népesség is él, és a Van-macskát nevezték már „kurd macskának” vagy „kurd Van-macskának” is. Kurd nacionalista körök Kurdisztán jelképének tartják. Egyes hírforrások azt jelentették, hogy körülbelül 200 Van-macskát megmérgeztek a török katonák. Ez az állítás, úgy tűnik, a SOS Van-macskák Mentőakció nevű állatvédő csoporttól erednek, melynek szóvivője ezt nyilatkozta: „Ezek a macskák kurdok, és a török hatóságok ezt nem bírják megemészteni.” Van egyetemének Van-macska-tenyésztő projektje cáfolta a híreket. „Már az is lehetetlenség, hogy a török hadsereg képes lenne találni 200 Van-macskát, nemhogy megmérgezné őket.”

## Fordítás
- Ez a szócikk részben vagy egészben  a   Van cat című angol Wikipédia-szócikk ezen változatának fordításán alapul.  Az eredeti cikk szerkesztőit annak laptörténete sorolja fel. Ez a jelzés csupán a megfogalmazás eredetét és a szerzői jogokat jelzi, nem szolgál a cikkben szereplő információk forrásmegjelöléseként.